# Armadale Castle
Koordinaten: 57° 4′ 21,2″ N, 5° 53′ 41,9″ W

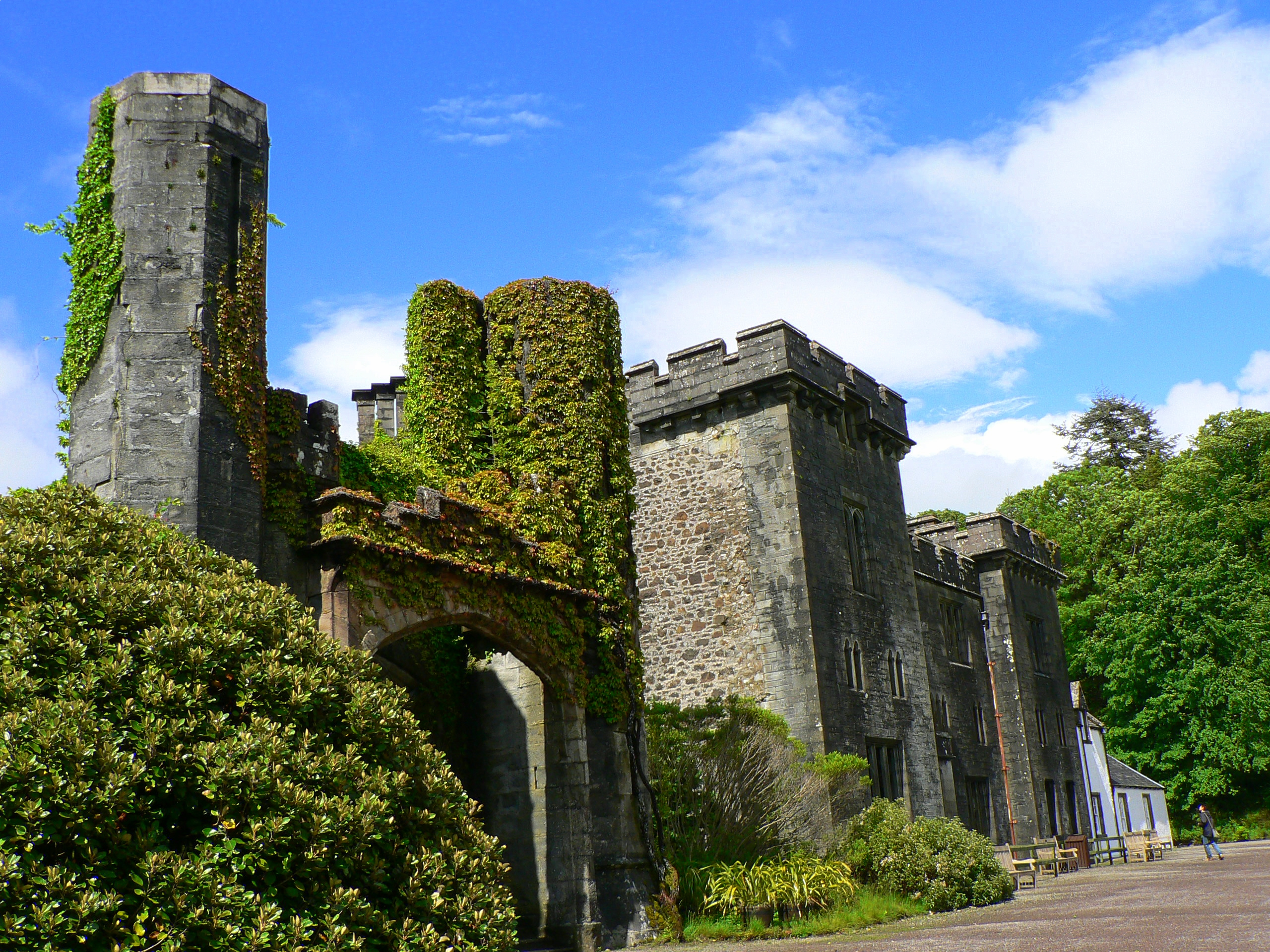
Die Ruine von Armadale Castle

Armadale Castle ist der ehemalige Herrensitz des schottischen Clans MacDonald. Das weitgehend verfallene Schloss liegt zwischen den Orten Ardvasar und Kilmore an der A851 auf der Landzunge Sleat im äußersten Süden der Isle of Skye.

## Geschichte
Die MacDonalds residierten von 1650 bis 1690 in Armadale in zwei Farmhäusern. 1690 verlegten sie ihren Wohnsitz nach Duntulm Castle im Norden von Skye. 1790 ließ der Clan einen Herrensitz in Armadale bauen. 1815 wurde das Anwesen im historistischen Stil nach Plänen von James Gillespie Graham ausgebaut, allerdings 1855 durch Feuer weitgehend zerstört. Teile der Ruine wurden durch einen Neubau des Architekten David Bryce ersetzt. 1925 verließ der Clan Armadale, und der Gebäudekomplex verfiel.

## Armadale Castle heute
Von allen drei Bauphasen sind Teile erhalten – die 1815 und nach 1855 errichteten Gebäudeteile allerdings als Ruinen. Nutzbar ist nur der Nordflügel des Baus von 1790. Er wurde in den 1970er Jahren restauriert, nachdem der Clan Donald Lands Trust Armadale Castle und das umliegende Gelände 1971 gekauft hatte. Heute ist Armadale Castle vor allem wegen der wiederhergestellten Gartenanlagen eine Touristenattraktion. In der ursprünglich aus dem 17. Jahrhundert stammenden Anlage finden sich zahlreiche exotische Pflanzen, die aufgrund des durch den Golfstrom hervorgerufenen milden Klimas hier wachsen. Die erhaltenen Gebäudeteile werden für Hochzeiten genutzt. Auf dem Gelände des Schlosses befindet sich außerdem das Museum of the Isles.
Die Stallungen von Armadale Castle sind als Denkmal der höchsten Kategorie A klassifiziert. Armadale Castle selbst, sein Gutshof sowie eine Brücke entlang seiner Hauptzufahrt sind als Kategorie-B-Bauwerke klassifiziert. Das in den 1820er Jahren eingerichtete Waschhaus ist hingegen ein Denkmal der Kategorie C. 1987 wurde die Anlage in das Inventory of Gardens and Designed Landscapes in Scotland aufgenommen.